# Lee Kyung-yun
Pour les articles homonymes, voir Lee.
Lee Kyung-yun est un boxeur sud-coréen né le 4 décembre 1966 à Bonghwa.

## Carrière
Passé professionnel en 1985, il devient le premier champion du monde des poids pailles IBF le 14 juin 1987 après sa victoire par KO au second round contre Masaharu Kawakami. Lee laisse son titre IBF vacant préférant affronter Hiroki Ioka pour la ceinture WBC. Il perd au 12e round ainsi que lors de ses deux autres combats pour un titre mondial face à Ricardo Lopez en 1991 et Pichit Sithbanprachan en 1993 en poids mouches. Il met alors un terme à sa carrière de boxeur sur un bilan de 20 victoires et 3 défaites.